# Squale bouclé
Vous lisez un « bon article » labellisé en 2013.
Echinorhinus brucus
Espèce
Synonymes
- Squalus brucus Bonnaterre, 1788
- Squalus spinosus Gmelin, 1789
- Echinorhinus obesus Smith, 1838
- Echinorhinus mccoyi Whitley, 1931

Statut de conservation UICN

 DD  : Données insuffisantes
Le squale bouclé (Echinorhinus brucus), surnommé la « chenille »,, est l'une des deux espèces de requins de la famille des Echinorhinidae. Il habite les eaux tropicales et tempérées du monde entier, à l'exception de celles de l'est de l'océan Pacifique. Ce squale rarement rencontré nage près du fond, à des profondeurs allant d'ordinaire de 400 à 900 mètres, mais peut nager dans des eaux bien moins profondes. Il a un gros corps et deux petites nageoires dorsales situées bien à l'arrière et aucune nageoire anale. Il est facilement reconnaissable par les grands denticules cutanés semblables à des épines qui sont disséminés sur son corps et dont certains peuvent fusionner. Il est brun violacé ou noir et peut mesurer jusqu'à 3,1 m de long.
Le régime alimentaire du squale bouclé comprend de petits squales, des poissons osseux et des crabes, que ce squale lent peut capturer par succion. Les femelles de cette espèce ovovivipare ont des portées de 15 à 52 petits. Inoffensif pour l'homme, ce squale est parfois une prise accessoire des pêcheurs commerciaux et sportifs, et peut servir à produire de la farine de poisson et de l'huile de foie de requin. L'Union internationale pour la conservation de la nature (UICN) manque de renseignements pour déterminer si cette espèce est en danger, mais la population de cette dernière a beaucoup diminué dans le nord-est de l'Atlantique depuis les XVIIIe et XIXe siècles, probablement à cause de la surpêche.

## Taxonomie

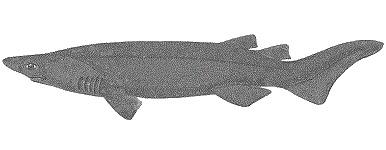
LEchinorhinus cookei, communément appelé squale bouclé du Pacifique.

La première description du squale bouclé est celle que le naturaliste français Pierre Joseph Bonnaterre fit dans le Tableau encyclopédique et méthodique des trois règnes de la nature de 1788, où il le baptisa Squalus brucus (du grec ancien brux ou bruchios : « provenant des profondeurs de la mer »),. Le spécimen type a été perdu depuis. En 1816, Henri de Blainville créa le genre Echinorhinus pour cette espèce. Les spécimens de squale bouclé du Pacifique (Echinorhinus cookei) capturés dans cet océan passèrent pour des Echinorhinus brucus jusqu'en 1969.

## Description
Le squale bouclé a un corps cylindrique épais et une tête assez aplatie. Le museau est rond et plus court que la largeur de la bouche, et les narines, largement espacées, sont précédées de petits morceaux de peau. Les yeux sont dépourvus d'une membrane nictitante ; les minuscules évents se trouvent derrière eux à une bonne distance. La large bouche incurvée présente des sillons très courts aux commissures. Il y a de 20 à 26 rangées de dents supérieures et de 22 à 26 rangées de dents inférieures ; chaque dent, coupante comme un couteau, présente une seule pointe principale et jusqu'à trois petites pointes sur l'un ou l'autre côté. Il y a cinq paires de fentes branchiales, et la cinquième fente est la plus longue,.
Les nageoires pectorales sont courtes, alors que les nageoires pelviennes sont longues et relativement grandes. Les nageoires dorsales sont petites, et la première d'entre elles apparaît derrière le point de naissance des nageoires pelviennes. Il n'y a pas de nageoire anale. Le pédoncule caudal, robuste, ne présente pas d'échancrure à la base de la nageoire caudale. La nageoire caudale hétérocerque possède un lobe inférieur indistinct et un lobe supérieur qui ne présente pas d'encoche sur le bord arrière.
La peau est couverte d'une couche de mucus nauséabond d'une épaisseur de plusieurs millimètres. Les denticules cutanés sont répartis irrégulièrement sur le corps et varient beaucoup de taille ; ils peuvent mesurer jusqu'à 1,5 cm de diamètre. Chaque denticule a la forme d'une épine, et ses arêtes rayonnent du centre de la base. Jusqu'à dix denticules peuvent fusionner pour former des plaques à pointes multiples. Le dessous du museau et le contour de la bouche des squales qui mesurent moins de 90 cm de long sont densément couverts de petits denticules, alors que ces derniers grandissent et deviennent plus clairsemés chez les squales plus longs. Cette espèce est de couleur brune à noire sur le dessus et a une teinte violacée métallique plus pâle sur le dessous ; certains individus ont des taches rouges ou noires. Un rapport a montré qu'un spécimen fraîchement capturé luisait d'une lueur verdâtre. Le squale bouclé peut atteindre 3,1 m de long. Le poids maximal jamais enregistré est celui d'une femelle de 2,8 m de long, qui pesait 200 kg,,.

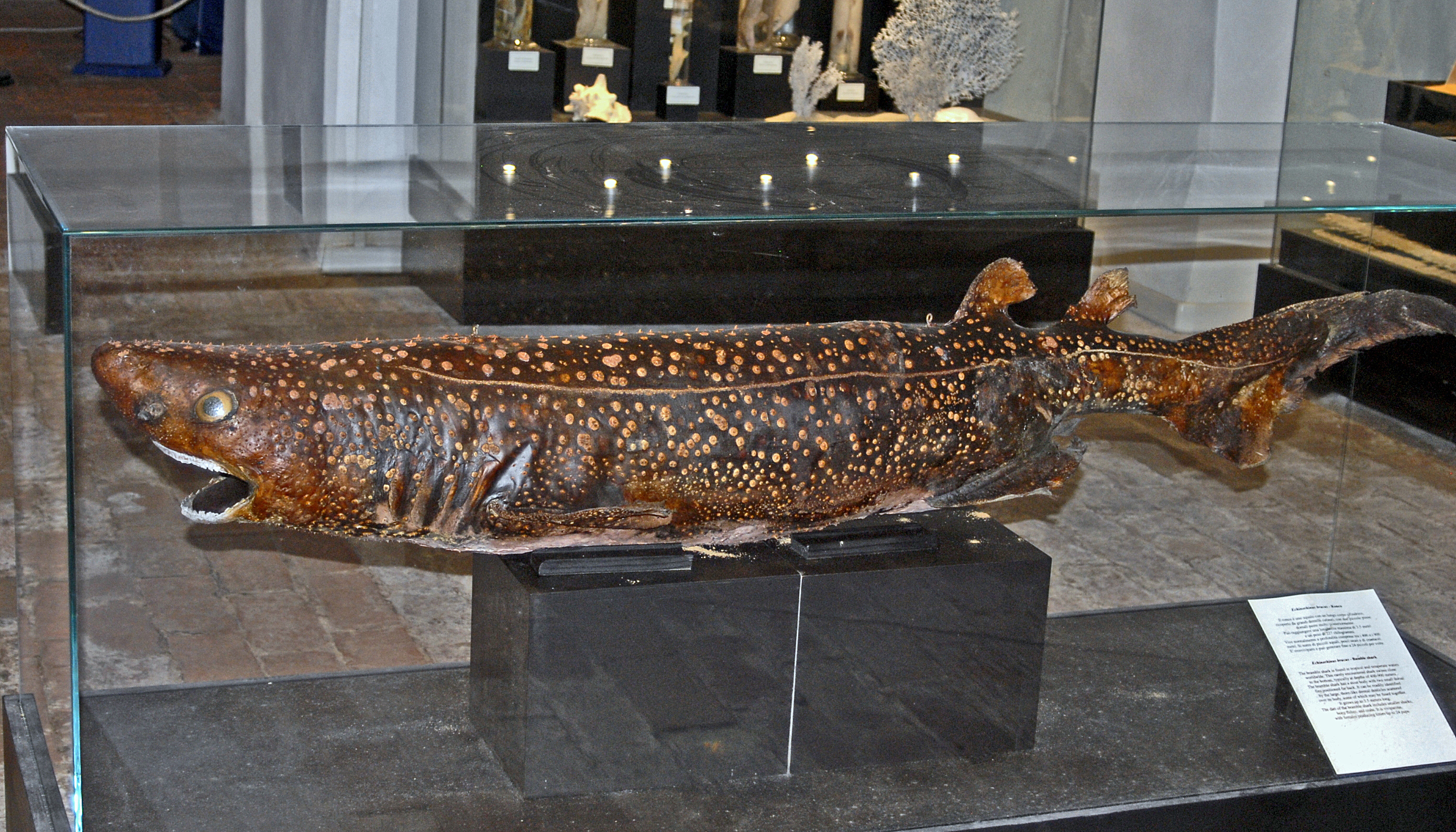
Spécimen de muséum.
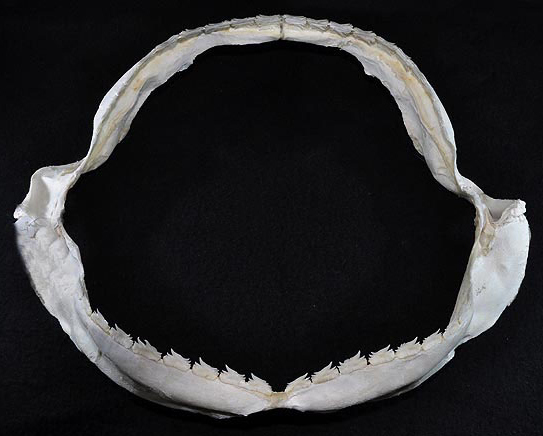
Mâchoire.
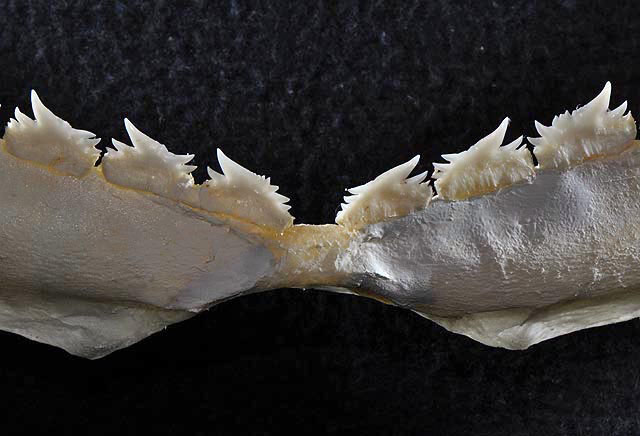
Gros-plan sur les dents.

## Habitat et distribution

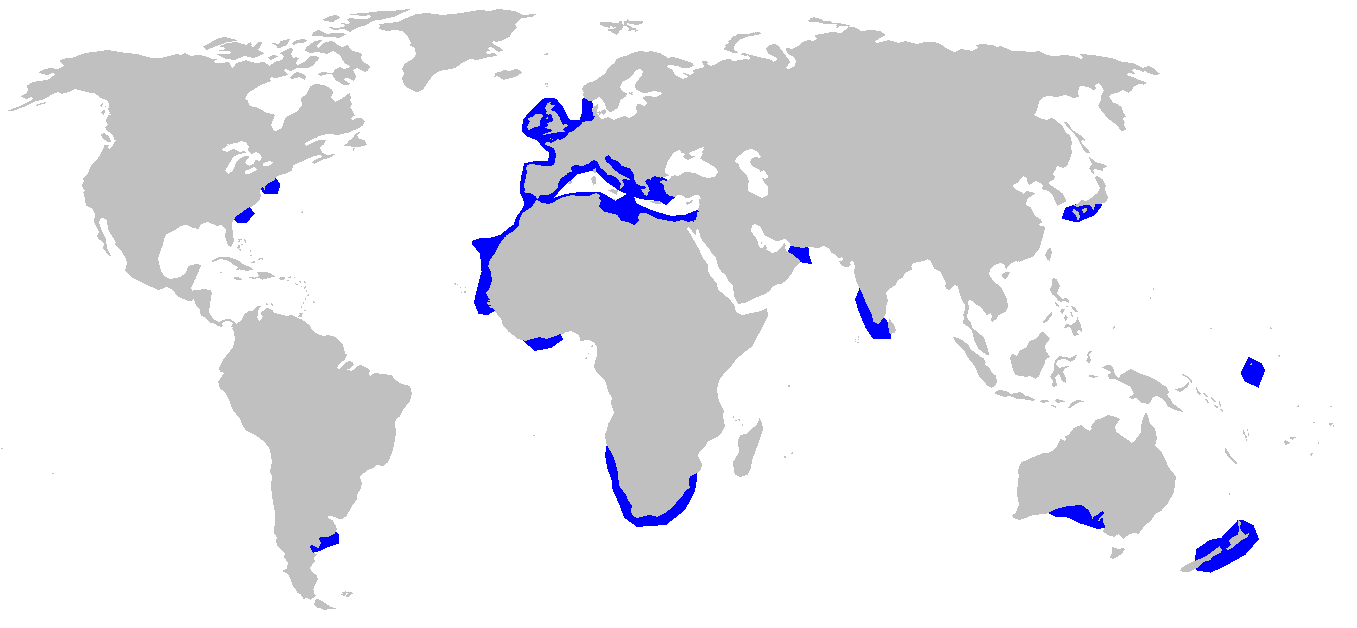
Répartition du squale bouclé dans le monde.

Les enregistrements de squale bouclé sont assez rares et proviennent de lieux très dispersés dans les eaux tropicales et tempérées du monde, sauf celles de l'est de l'océan Pacifique. La plupart proviennent de l'est de l'océan Atlantique et de l'ouest de l'océan Indien, où l'aire de répartition de ce squale s'étend de la mer du Nord et des îles Britanniques au Mozambique, y compris la mer Méditerranée. Dans l'ouest de l'Atlantique, l'espèce est représentée par une poignée de spécimens provenant du Massachusetts, de la Caroline du Nord, de la Louisiane, de Tobago, du Brésil et de l'Argentine. Dans le bassin Indo-Pacifique, elle est connue dans les eaux d'Oman, de l'Inde, du sud du Japon, du sud de l'Australie, de la Nouvelle-Zélande et peut-être de Kiribati.
Trouvé près du fond marin, le squale bouclé habite le plus souvent les plateaux continentaux et insulaires et les talus continentaux à des profondeurs de 400 à 900 m. On l'a toutefois signalé dans des eaux peu profondes (18 m) là où il y avait une remontée d'eau froide, ainsi qu'à une profondeur de 1 214 m,,. Au moins dans les eaux européennes, l'espèce peut migrer à des profondeurs de 20 à 200 m en été.

## Biologie et écologie

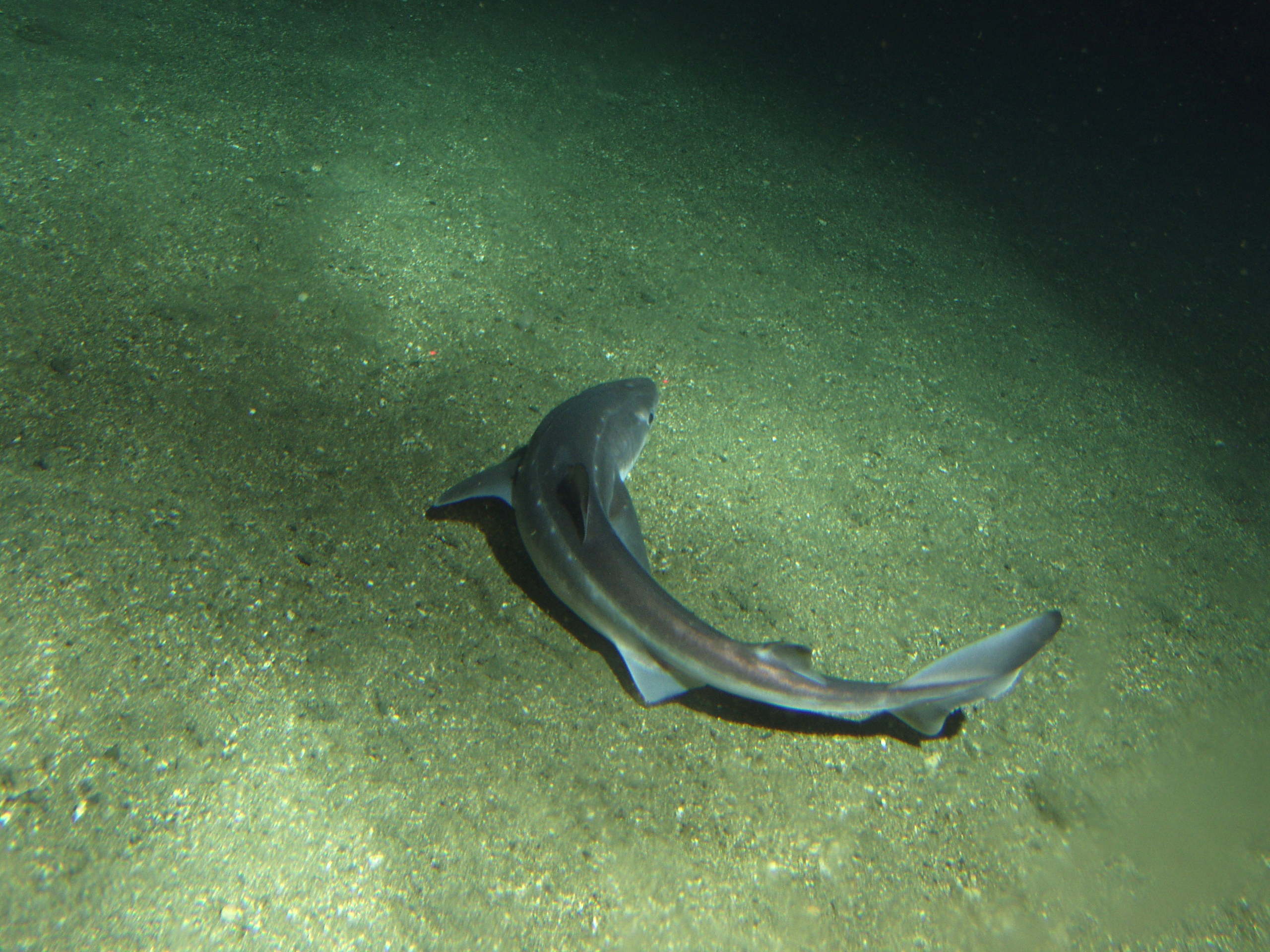
L'aiguillat commun est une proie connue du squale bouclé.

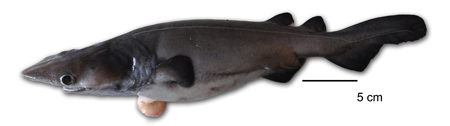
Embryon de squale bouclé dont on voit le sac vitellin.

Calme de nature, le squale bouclé se nourrit de petits requins, dont l'aiguillat commun (Squalus acanthias), de poissons osseux (dont la lingue, le poisson-chat et les poissons-lézards), ainsi que de crabes. La grandeur de son pharynx par rapport à celle de sa bouche porte à croire que ce squale capture peut-être ses proies par succion. Cette espèce est ovovivipare ; les femelles ont deux ovaires opérationnels et deux utérus. Les portées enregistrées ont varié de 15 à 52 petits, et on a estimé que les nouveau-nés mesuraient de 40 à 50 cm de long,. Les denticules cutanés des embryons parvenus presque à terme sont sous-développés : ils ressemblent à des épines minuscules dans des fossettes de la peau. On ne sait pas trop quelle est la grandeur des squales bouclés parvenus à la maturité sexuelle ; le mâle et la femelle adultes les plus petits que l'on connaisse mesuraient respectivement 1,5 et 2,1 m de long.

## Interactions avec l'Homme
Le squale bouclé n'est pas reconnu pour présenter un danger pour l'Homme. C'est une prise accessoire des pêcheurs au chalut de fond ou à la ligne. Dans l'est de l'Atlantique, ce squale est transformé en farine de poisson, mais a peu de valeur commerciale,. L'huile de foie qui en est extraite est un médicament très apprécié en Afrique du Sud, alors qu'en Inde, où elle est considérée comme une huile de piètre qualité, on en couvre les canoës pour décourager les coléoptères phytophages. D'après des récits historiques, les populations de squales bouclés du nord-est de l'Atlantique ont diminué de façon marquée depuis les XVIIIe et XIXe siècles, de sorte que ce squale est maintenant extrêmement rare au large du nord de l'Europe et dans la Méditerranée. Ce déclin a été attribué à la pression de la pêche, à laquelle l'espèce peut être très sensible, les gros requins des profondeurs ayant généralement une croissance lente et une grande longévité,. L'Union internationale pour la conservation de la nature (UICN) manque de données pour déterminer si l'espèce dans son ensemble est en danger.